# Машей (ледник)
Машей (устар. Маашей) — ледник на склоне горы Маашейбаш в Алтайских горах. Ледник расположен на северной стороне массива Биш-Иирду Северо-Чуйского хребта (Кош-Агачский район Республики Алтай). Протяжённость ледника — около 10 км, площадь — 19,25 км². Конец ледника имеет вид крутого уступа, сильно расчленённого ледяными оврагами. Мощность льда у конца достигает 75 метров.
Ледник даёт начало реке Мажой (Машей), притоку реки Чуя. В семи километрах к северу от ледника до лета 2012 года располагалось Маашейское озеро.

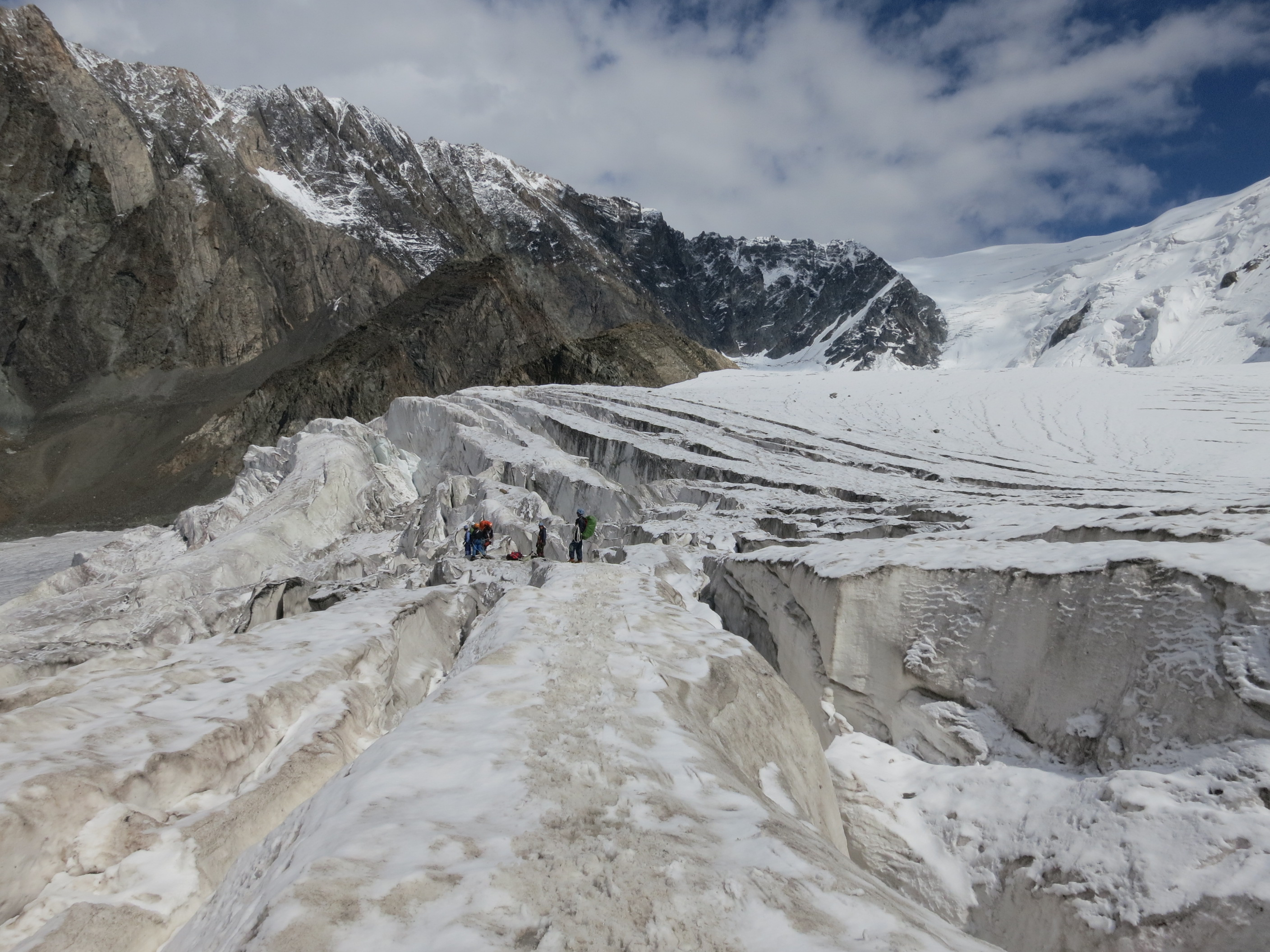